# Rynchops albicollis
Il becco a cesoia indiano (Rynchops albicollis Swainson, 1838) è un uccello della famiglia Laridae.

## Tassonomia
Rynchops albicollis non ha sottospecie, è monotipico.

## Distribuzione e habitat
Questo uccello vive in Asia. È presente in Pakistan, India, Bangladesh,  Myanmar, Vietnam e Nepal. È saltuario in Iran e Thailandia, mentre è da considerare estinto in Cina, Laos e Cambogia.